# Syagrus macrocarpa
Syagrus macrocarpa là loài thực vật có hoa thuộc họ Arecaceae. Loài này được Barb.Rodr. miêu tả khoa học đầu tiên năm 1879.